# بوب دوغرتي
بوب دوغرتي (بالإنجليزية: Bob Dougherty) هو لاعب كرة قدم أمريكية أمريكي، ولد في 20 أبريل 1932 في بلفيو في الولايات المتحدة، وتوفي في 12 مايو 2006.

## وصلات خارجية
- بوب دوغرتي على موقع مرجع كرة القدم المحترفة.كوم (الإنجليزية)